# Ian Ciantar
Ian Ciantar (* 19. Dezember 1975) ist ein ehemaliger maltesischer Fußballspieler.
Ciantar spielte seit Sommer 1995 für den Sliema Wanderers. Dort verbrachte er 10 Jahre als Stammspieler. Im Sommer 2004 ging er für 2 Saisons zum Floriana FC, um danach wieder zu seinem alten Verein zurückzugehen. Für die Nationalmannschaft Malta bestritt er von 2001 bis 2007 immerhin 23 Länderspiele. Sein älterer Bruder Clifton Ciantar ist ebenfalls maltesischer Fußballspieler.